# Agapetes macrantha
Agapetes macrantha är en ljungväxtart som beskrevs av George Bentham och Hook. f. Agapetes macrantha ingår i släktet Agapetes och familjen ljungväxter.

## Underarter
Arten delas in i följande underarter:
- A. m. grandiflora
- A. m. oblanceolata